# چهار قلب، چهار راه
چهار قلب، چهار جاده (انگلیسی: Char Dil Char Rahen) فیلمی هندی است که در سال ۱۹۵۹ منتشر شد.